# Wouter Lutkie
Wouterus Leonardus Lutkie ('s-Hertogenbosch, 23 febbraio 1887 – Nuland, 23 gennaio 1968) è stato un presbitero e politico olandese.

## Biografia
Lutkie era originario da una famiglia abbiente e inizialmente fu influenzato dall'idealismo di Ernest Hello e di Léon Bloy. Tuttavia, divenne presto più interessato al nazionalismo, che combinò con il suo fervente Cattolicesimo. Fu ordinato presbitero nel 1919, ma non portò mai a termine gli studi e a seguito di un litigio con il suo vescovo riguardo agli articoli che Lutkie aveva pubblicato sul giornale di destra Vreugde, fu relegato nel villaggio di Nuland, frazione di 's-Hertogenbosch, ove passò il resto della vita.
Originariamente era un sostenitore di Charles Maurras, ma in seguito Lutkie rivolse la sua ammirazione a Benito Mussolini e compì un viaggio in Italia nel 1924, tornandone con un'accresciuta passione politica. Scrisse per numerosi giornali fascisti, e ne fondò uno suo, l'Aristo, nel 1930. Il giornale continuò le pubblicazioni fino al 1943 e poi ricomparve dopo la Seconda guerra mondiale e fu pubblicato fino al 1965. Tradusse le opere di Mussolini in olandese e pubblicò una serie di interviste che era riuscito ad ottenere dal duce. Collaborò con Arnold Meijer e con lo Zwart Front, organizzazione neofascista olandese. Tuttavia, Lutkie cercò sempre di saldare il Cristianesimo tradizionale con il dinamismo fascista e raccolse attorno al suo giornale un gruppo di sostenitori esiguo, ma fanatico.
Lutkie non collaborò con Anton Mussert e non sostenne il nazismo, il suo collaborazionismo durante la Seconda guerra mondiale fu minimo. Per questo motivo dopo la guerra non fu accusato di nessun reato, neppure dopo una perquisizione, e passò gli anni del Dopoguerra in semi-isolamento, continuando tuttavia a pubblicare il suo giornale Aristo fino al 1965.